# Пјер Фич
Пјер Фич (енгл. Pierre Fitch; 1. новембра 1981. Корнвол, Онтарио, Канада) је канадски геј-порно глумац, самостални продуцент и диск-џокеј.
Рођен је у Канади, али 2003, након пресељења у САД, почиње каријеру порно-глумца.
У почетку је за компанију „Фалкон“ радио као глумац и манекен.
Био је у браку са порно-глумцом Ралфом Вудсом.

## Филмографија
- Meet Pierre Fitch Forum (MeetPierreFitch.com), 2008, Fitch Media
- One Night With Pierre Fitch (PierreFitchOnline.com), 2008, Fitch Media
- Pierre Fitch Galleries (PierreFitchGalleries.com), 2008
- Pierre Fitch Online (PierreFitchOnline.com), 2007 until today
- Back Together (PornTeam.com), 2007 Fitch Woods Productions
- Big Dick Club (Falcon Pac 166), 2006, Falcon Studios
- Spokes III (Falcon Pac 165), 2006, Falcon Studios
- Through the Woods (Falcon Pac 157), 2005, Falcon Studios
- Born 2 B Bad (Falcon Pac 156), 2004, Falcon Studios
- Longshot (Jocks Pac 119), 2004, Jocks Studios
- Pierre's After School Special, 2003, VideoBoys Productions